# Мазо Појери (Тренто)
Мазо Појери је насеље у Италији у округу Тренто, региону Трентино-Јужни Тирол.
Према процени из 2011. у насељу је живело 31 становника. Насеље се налази на надморској висини од 988 м.